# Entodon usambaricus
Entodon usambaricus är en bladmossart som beskrevs av Brotherus 1894. Entodon usambaricus ingår i släktet Entodon och familjen Entodontaceae. Inga underarter finns listade i Catalogue of Life.